# Guayaquil
Guayaquil (eigentlich Santiago de Guayaquil) ist die Hauptstadt der ecuadorianischen Provinz Guayas, hat den wichtigsten Hafen Ecuadors und ist die größte Stadt des Landes.
Guayaquil hat etwa 2,65 Millionen Einwohner (Stand 2017), im Großraum Guayaquil leben mehr als 3 Millionen Menschen.

## Geografie
Guayaquil liegt am Westufer des Río Guayas, etwa 50 km oberhalb von dessen Mündung in den Golf von Guayaquil. Der Río Guayas ist ein in Guayaquil liegender Zusammenfluss des Río Daule und des Río Babahoyo.
Das ursprüngliche Zentrum von Guayaquil liegt auf geringer Höhe zwischen drei Hügeln und dem Estero Salado (spanisch für „salziger Sumpf“), einem weit ins Landesinnere ragenden Meeresarm, der im heutigen Stadtgebiet zum Teil ausgetrocknet und u. a. mit gehobenen Wohnvierteln bebaut worden ist.
Das Klima in Guayaquil ist tropisch, also schwül-heiß. Das Jahr teilt sich in eine Trocken- und eine Regenzeit („Winter“). Letztere dauert von etwa Januar bis Juni. Die Jahresdurchschnittstemperatur liegt bei 24,9 °C, der durchschnittliche Niederschlag beträgt 843 Millimeter pro Jahr.
|                       | Jan  | Feb  | Mär  | Apr  | Mai  | Jun  | Jul  | Aug  | Sep  | Okt  | Nov  | Dez  |   |      |
| Mittl. Tagesmax. (°C) | 30,8 | 30,8 | 31,8 | 31,2 | 30,7 | 29,0 | 28,3 | 29,0 | 29,5 | 29,4 | 29,8 | 30,9 | ⌀ | 30,1 |
| Mittl. Tagesmin. (°C) | 22,1 | 22,4 | 22,6 | 22,6 | 21,7 | 20,8 | 20,2 | 19,7 | 20,0 | 20,5 | 20,8 | 21,7 | ⌀ | 21,3 |
|                       |      |      |      |      |      |      |      |      |      |      |      |      |   |      |
| Niederschlag (mm)     | 230  | 242  | 252  | 153  | 60   | 33   | 10   | 1    | 2    | 3    | 6    | 34   | Σ | 1026 |
|                       |      |      |      |      |      |      |      |      |      |      |      |      |   |      |
| Sonnenstunden (h/d)   | 3,5  | 3,7  | 4,4  | 5,2  | 5,6  | 4,4  | 3,9  | 4,4  | 5,2  | 4,0  | 3,7  | 4,6  | ⌀ | 4,4  |
|                       |      |      |      |      |      |      |      |      |      |      |      |      |   |      |
| Regentage (d)         | 12   | 14   | 15   | 10   | 4    | 1    | 0    | 0    | 0    | 1    | 0    | 2    | Σ | 59   |
|                       |      |      |      |      |      |      |      |      |      |      |      |      |   |      |
| Wassertemperatur (°C) | 24   | 23   | 24   | 25   | 24   | 23   | 23   | 22   | 22   | 22   | 22   | 23   | ⌀ | 23,1 |
|                       |      |      |      |      |      |      |      |      |      |      |      |      |   |      |
| Luftfeuchtigkeit (%)  | 76   | 79   | 78   | 77   | 76   | 77   | 76   | 75   | 73   | 73   | 72   | 71   | ⌀ | 75,2 |

| 22,1 |

| 22,4 |

| 22,6 |

| 22,6 |

| 21,7 |

| 20,8 |

| 20,2 |

| 19,7 |

| 20,0 |

| 20,5 |

| 20,8 |

| 21,7 |

| 22,1 |

| 22,4 |

| 22,6 |

| 22,6 |

| 21,7 |

| 20,8 |

| 20,2 |

| 19,7 |

| 20,0 |

| 20,5 |

| 20,8 |

| 21,7 |

## Geschichte

### Gründungsgeschichte
Die Gründungsgeschichte Guayaquils ist ebenso wie die Herkunft des Namens unsicher. Eine Stadt namens Santiago (de Quito) wurde erstmals als Ausgangspunkt für Vorstöße zur Pazifikküste bereits 1534 von Diego de Almagro und Sebastián de Belalcázar gegründet, allerdings am Colta-See in der Nähe des heutigen Riobamba. Da ihre Lage den Ansprüchen der Conquista nicht genügte, wurde sie schrittweise an die Küste verlegt. Dabei wurde sie mehrfach von einheimischen Kämpfern der Chola-, Chone-, Puná- und Huancavilca-Indianer zerstört.
Bis 1542 erscheint der Posten in Urkunden als Santiago de la Culata, da die Siedlungsgebiete der Huancavilca von der Verwaltung in Quito (seit 1539/40) als Provincia de la Culata bezeichnet wurden. Seit Dezember 1542 taucht der Name Guayaquil auch als Gebietsbezeichnung wiederholt auf und scheint sich mit der zunehmenden „Familiarisierung“ der Spanier mit den Einwohnern der Region langsam durchzusetzen.
Der Legende nach verweist der Name Guayaquil auf einen legendären Häuptling der Puruhá-Indianer namens Guayas und seine aus dem Hochland stammende Frau Quill, die dieser der Legende nach getötet haben soll, bevor er sich ertränkte, um nicht den Spaniern in die Hände zu fallen. Vermutlich war Guayaquil jedoch die Bezeichnung für einen Ort und seinen Häuptling und Quill/Kil eine Quellgöttin bzw. die Bezeichnung wasserreicher Gebiete. Die Legende um Guayas und Quill kann so als eine Allegorie auf den Untergang der Huancavilca-Indianer interpretiert werden. Es existieren aber weitere linguistische Erklärungsansätze, nach denen Guayaquil etwa im Tsafiki, der präinkaischen Sprache der heutigen Tsáchila „Unser großes Haus“ bedeutet.
Das um 1542/3 gegründete erste Santiago de Guayaquil wurde nach der Erhebung des Gonzalo Pizarro gegen Vizekönig Blasco Núñez Vela (seit 1544) von königstreuen Truppen nochmals verlegt. Am 25. Juli 1547 soll die Stadt von den Kapitänen Francisco de Olmos, Rodrigo Vargas de Guzmán und Toribio de Castro ein letztes Mal an ihrem heutigen Standort gegründet worden sein. Der 25. Juli ist in der katholischen Kirche der Gedenktag des Apostels Jakobus (span. Santiago).
Nach anderen, nicht zwingend widersprüchlichen Angaben gilt Francisco de Orellana als Gründer Guayaquils. Diese Angabe bezieht sich wahrscheinlich auf eine für 1537 oder 1538 angegebene Gründung einer der Vorgängerinnen des heutigen Guayaquil.

### Kolonialzeit

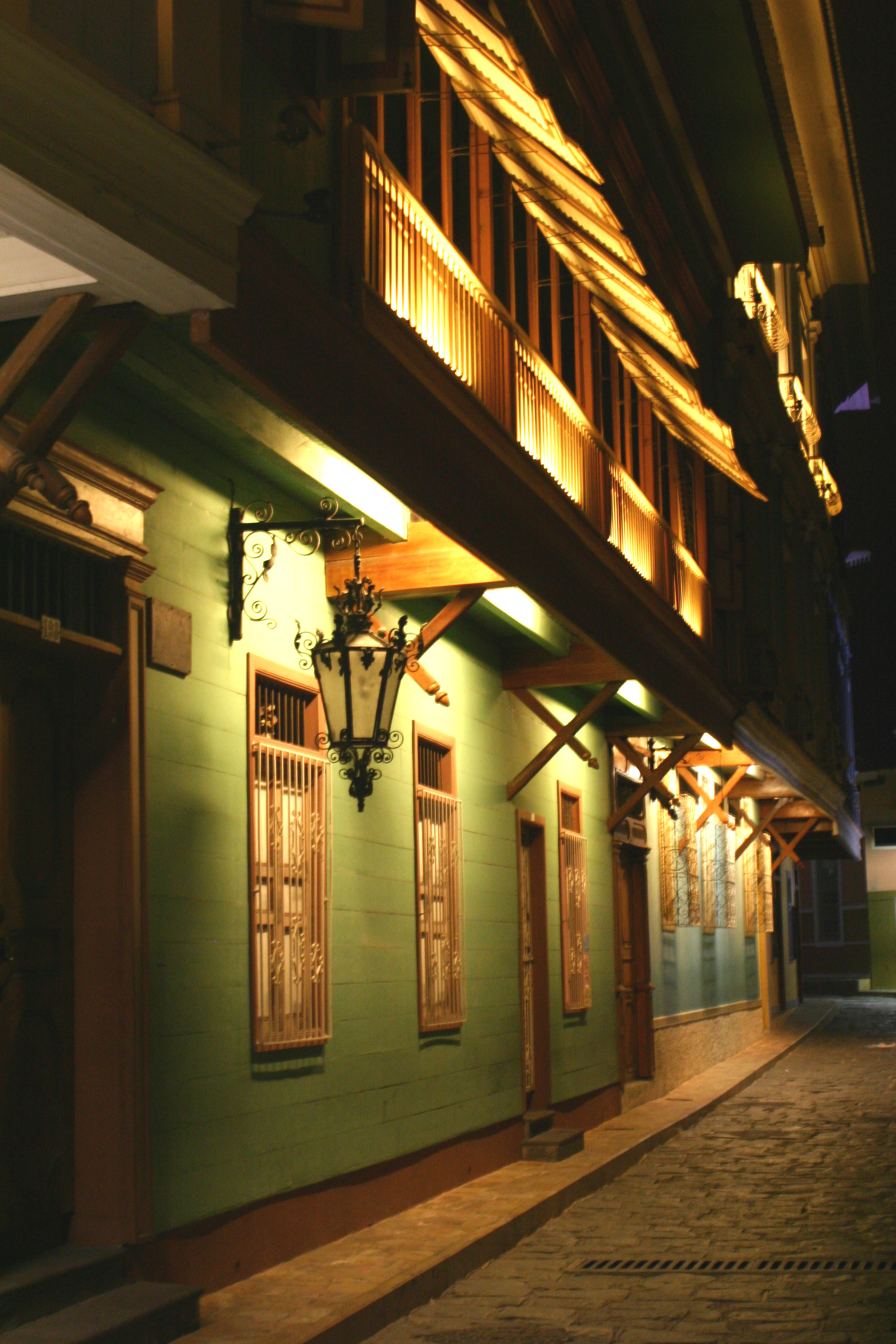
Las Peñas

Karte von Guayaquil 1741

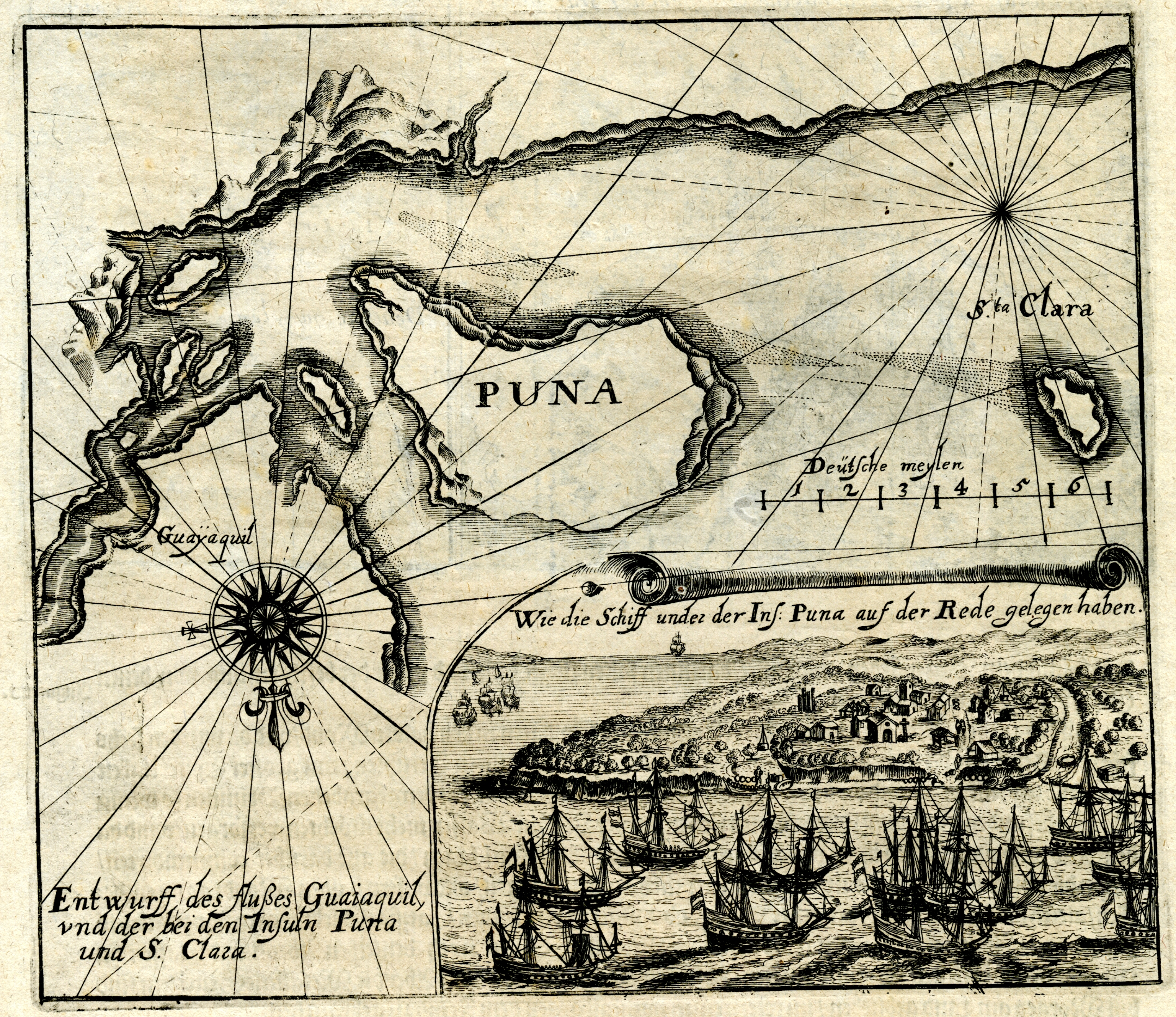
Belagerung von Puna Insel Kader angeführt von Jacques L’Hermite, nach einem Stich von 1630.

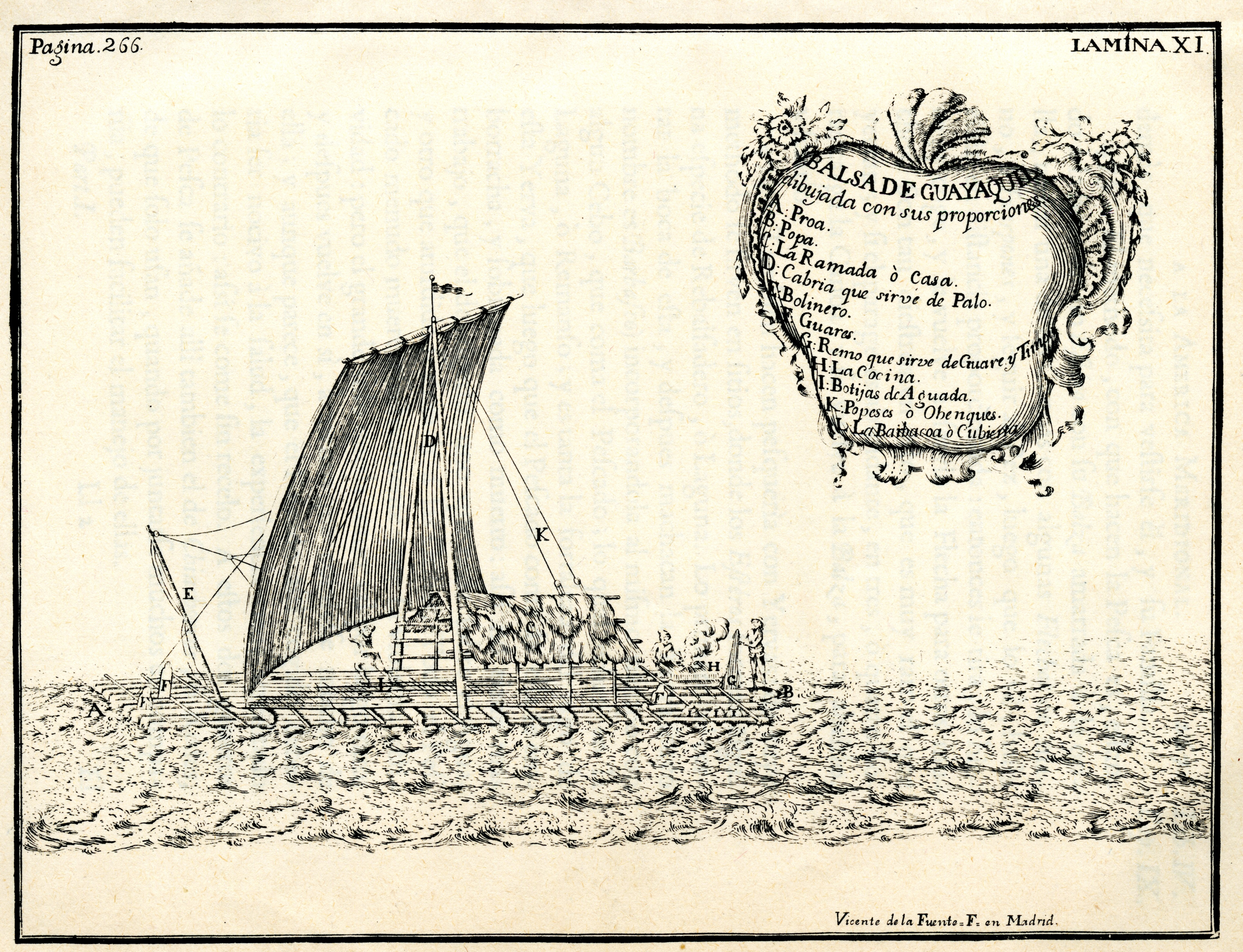
Gemeinschaftliches Floß vor der Küste der Gemeinde von Guayaquil, Transportmittel der Kultur Huancavilca, bis ins neunzehnte Jahrhundert gebräuchlich. Abbildung von Jorge Juan und Antonio de Ulloa von der französischen Expedition zur Vermessung der Erde.

In der Kolonialzeit wurde Guayaquil bald zu einer bedeutenden Hafenstadt des Vizekönigreichs Peru und später Neugranadas, über die einerseits die Produkte der Küstenregion (Holz, später auch Kakao und Erdnüsse) abtransportiert wurden und andererseits Produkte aus anderen Kolonien und aus Spanien anlandeten. Ihre geografische Lage auf halber Strecke zwischen Lima und Mittelamerika verstärkten seine Bedeutung ebenso wie das weit ins Inland reichende Flusssystem. Guayaquil entwickelte sich zu einem der bedeutendsten Werft-Standorte in Südamerika.
Durch seine exponierte Lage wurde Guayaquil im 17. und 18. Jahrhundert mehrfach von Piraten und Freibeutern angegriffen und geplündert. Die Encyclopædia Britannica (1911) notiert folgende Angriffe: 1624 durch Jacob Clark, 1686 durch französische Piraten, 1687 durch englische und französische Freibeuter unter Edward Davis, George Hout und Pierre le Picard, 1707 durch William Dampier und 1709 durch Woodes Rogers und Etienne Courtney. Der letztgenannte Angriff endete mit der Flucht der Piraten vor einer Gelbfieberepidemie. Die Angriffe des späten 17. Jahrhunderts führten zur Verlegung des Stadtzentrums Richtung Süden. Ferner wurden 1730 und 1763 die Befestigungs- und Verteidigungsanlagen verstärkt.
Auch durch Feuer wurde Guayaquil mehrfach heimgesucht, etwa 1707, 1784, 1865, 1896 und 1899.

### Unabhängigkeit

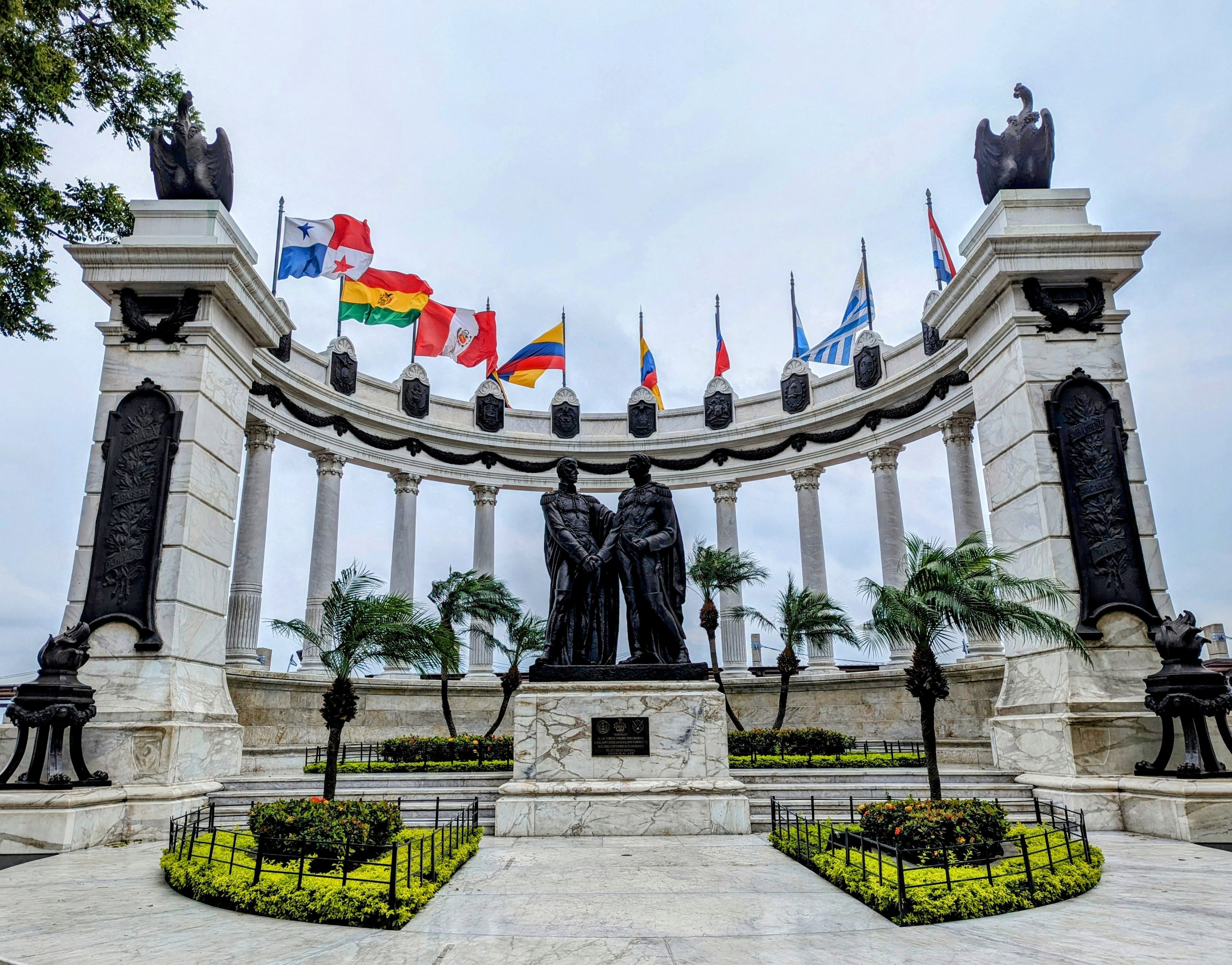
Denkmal für Bolívar und San Martín am Malecón 2000

Am Morgen des 9. Oktober 1820 erklärte sich Guayaquil als erster Bestandteil des heutigen Ecuador für unabhängig von der spanischen Kolonialherrschaft. Die Unabhängigkeit wurde fast ohne Blutvergießen erreicht, da die 1.500 Soldaten eines Reserve-Grenadier-Bataillons und die Zivilbevölkerung Guayaquils die königstreuen Wachen und die spanischen Autoritäten schnell überwinden und gefangen nehmen konnten.
Die Stadt gab sich den Status einer freien Provinz, die von José Joaquín de Olmedo als Jefe Civil regiert wurde. Die Freie Provinz Guayaquil umfasste die Küstenregion Ecuadors und Küstengebiete, die heute zu Südkolumbien und Nordperu gehören.
1822 trafen in Guayaquil die beiden „Befreier“ Simón Bolívar (aus dem Norden kommend) und José de San Martín (aus dem Süden kommend) zusammen und unterzeichneten einen Kompromiss über enge staatliche Beziehungen zwischen den von ihnen begründeten Republiken. Guayaquil wurde daraufhin – ohne selbst explizit konsultiert zu werden – nach Großkolumbien eingegliedert. Seit der Abspaltung Ecuadors von Großkolumbien im Jahre 1830 gehört es zu Ecuador.

### 19. Jahrhundert
Im 19. Jahrhundert war Guayaquil vielfach Schauplatz bzw. Ausgangspunkt von militärischen Aufständen und Staatsstreichen:
Der erste fand im November 1830 statt und wandte sich gegen die Abspaltung von Großkolumbien. Er endete nach dem Tod Bolívars. 1833 wurde die Erhebung Vicente Rocafuertes nach einem Monat von Truppen des Präsidenten Juan José Flores niedergeschlagen. 1835 wurde Rocafuerte dennoch Präsident Ecuadors. Nach Ende seiner Präsidentschaft wurde Flores erneut sein Nachfolger und Rocafuerte Gouverneur von Guayaquil. Besonders sein persönlicher Einsatz bei der Bekämpfung einer Gelbfieber-Epidemie im Jahre 1842, die viele Todesopfer forderte, brachte ihm Anerkennung ein.
1845 endete die zweite Präsidentschaft von Flores nach einer Erhebung in Guayaquil, der eine Militärkampagne folgte, die Flores stürzte und ein Triumvirat aus José Joaquín de Olmedo, Diego Noboa und Vicente Ramón Roca an die Macht brachte. Diese Ereignisse gingen als revolución marcista (Märzrevolution) in die ecuadorianische Geschichte ein. Eine verfassunggebende Versammlung wählte schließlich Roca zum Präsidenten.
Am 17. Juli 1851 nahmen die Generäle José María Urbina und Francisco Robles den inzwischen als Präsidenten amtierenden Noboa bei einem Besuch in Guayaquil fest, verbrachten ihn außer Landes und proklamierten sich als Machthaber. Während der des Bürgerkriegs der „Nationalen Krise“ der Jahre 1859/60 verlegte Präsident Francisco Robles zeitweise den Regierungssitz des Landes nach Guayaquil, um von dort eine peruanische Invasion abwehren zu können. Als sich die zunächst äußere Krise zum Bürgerkrieg ausweitete, bildete Guayaquil unter General Guillermo Franco eine eigene Regierung, die mit der inzwischen nach Riobamba verlegten Regierung Robles’ zusammenarbeitete. 1860 nahmen jedoch von Quito anrückende Truppen des Konservativen Gabriel García Moreno (mit Unterstützung des alten General Flores) Guayaquil ein und stellten die Nationale Einheit unter einer von García Moreno gebildeten Zentralregierung zumindest formal wieder her.
Im September 1876 erhob sich nach der Ermordung García Morenos der neu ernannte Oberbefehlshaber der Streitkräfte, General Ignacio de Veintemilla, gegen dessen Nachfolger Antonio Borrero und ernannte sich zum Diktator. Er blieb zunächst nur kurz an der Macht, putschte 1878 erneut und regierte, bis er 1883 nach Ausbruch eines erneuten Bürgerkriegs aus dem Land floh.
1837 entstand aus einem Teil des Bistums Cuenca das katholische Bistum Guayaquil, das seit 1956 ein Erzbistum ist.

### Liberale Revolution und Exportbourgeoisie
1895 proklamierte die Stadt Guayaquil Eloy Alfaro, der sich ebenfalls infolge des Bürgerkriegs von 1883/84, in dem er in der Provinz Manabí als Staatsoberhaupt ausgerufen worden war, im Exil befand, als Obersten Befehlshaber des Landes. Alfaro kehrte daraufhin aus Panama nach Ecuador zurück und zog von der Küste aus mit Truppen in die Andenregion. Es gelang ihm, die reguläre Regierung von Präsident Luis Cordero zu stürzen. Da er daraufhin den Einfluss von Kirche und Klerus stark beschnitt und die Bestrebungen vor allem des Bürgertums der Küstenstädte hin zu einer exportorientierten kapitalistischen Wirtschaftspolitik unterstützte, ging die Machtübernahme Alfaros als Liberale Revolution in die Geschichte Ecuadors ein.
Im Kontext einer steigenden Weltnachfrage unterstützte die Politik Alfaros den zweiten Kakaoboom, der seit Ende des 19. Jahrhunderts die wirtschaftliche Aktivität in Guayaquil an Dynamik gewinnen ließ. Es entwickelte sich eine neue Klasse von Agrarexporteuren, die sich europäisch ausrichteten und mit ihrem Reichtum das Stadtbild prägten. Guayaquil gewann in dieser Zeit seinen Ruf als „Perle des Pazifik“.
1896 legte eine Feuersbrunst die seinerzeit größtenteils aus Holz- und Bambusbauten bestehende Stadt beinahe zur Hälfte in Asche. Der Wiederaufbau in Stein machte zwar das koloniale Erbe und die Häuser der Exportbourgoisie weitgehend zunichte, bedeutete aber einen großen Schritt in die Moderne und verlieh der Stadt mit zum Teil eleganten Zementbauten erstmals Großstadtflair.

### 20. Jahrhundert
Der vor allem seit dem Zweiten Weltkrieg stark expandierende Bananenanbau in der Küstenregion und eine gleichzeitige Phase des Versuchs importsubstituierender Industrialisierung verstärken die Position Guayaquils als Handels- und Industriemetropole Ecuadors. Durch starke Zuwanderung bilden sich große Arbeiter- und Armenviertel. Der populistische fünfmalige Präsident Ecuadors José María Velasco Ibarra hatte hier, obwohl aus Quito stammend, seinen größten Rückhalt. Viele weitere Präsidenten Ecuadors im 20. Jahrhundert stammen aus Guayaquil, darunter Carlos Julio Arosemena Monroy, Jaime Roldós, León Febres Cordero, Abdalá Bucaram und Rafael Correa.
Im Juli 2002 fand in Guayaquil der II. Südamerika-Gipfel statt.

### Bevölkerungsentwicklung
Von ursprünglich etwa 150 Einwohnern stieg die Bevölkerung zunächst aufgrund der Piratenüberfälle, Seuchen und Brände nur langsam, aber beständig auf 2.000 (1600), 5.000 (1693), 11.000 (1734) und 15.000 (1820).
Etwa seit den 1830er Jahren nahm die Bevölkerung, vor allem durch Zuwanderung, stark zu. Im Jahr 1860 betrug sie etwa 35.000, bevor sie infolge der Entwicklung Guayaquils zum Hafen der expandierenden Exportwirtschaft Ecuadors (v. a. Kakao) in der Folgezeit nochmals sehr rasch anwuchs auf über 80.000 (1899), 150.000 (1930), 200.000 (1944).
Seit den 1950er Jahren wuchs die Bevölkerung pro Jahrzehnt um mehr als 100.000 Einwohner. Bevölkerung und bewohnte Stadtfläche wuchsen seitdem um mehr als das Zehnfache. Die Mehrheit der Bevölkerung ist arm. Viele leben in schnell und unorganisiert besiedelten, aber nur langsam und im Nachhinein infrastrukturell erschlossenen Gebieten, in Ecuador invasiones genannten Marginalsiedlungen. El Guasmo und Mapasingue sind zentraler liegende Armenviertel.
Am Rande der Stadt sind seit den 1990er Jahren mehrere Gated Communities (span.: urbanizaciones cerradas) nach dem Beispiel Miamis für wohlhabende Bürger entstanden, vor allem im Vorort Samborondón, nördlich des Yachthafens Puerto Azul und an der Hauptausfallstraße Vía a la Costa. In der Presse wird kritisiert, dass die hier realitätsfern aufgewachsenen Kinder in der Zukunft die Elite des Landes sein werden.

## Wirtschaft und Infrastruktur

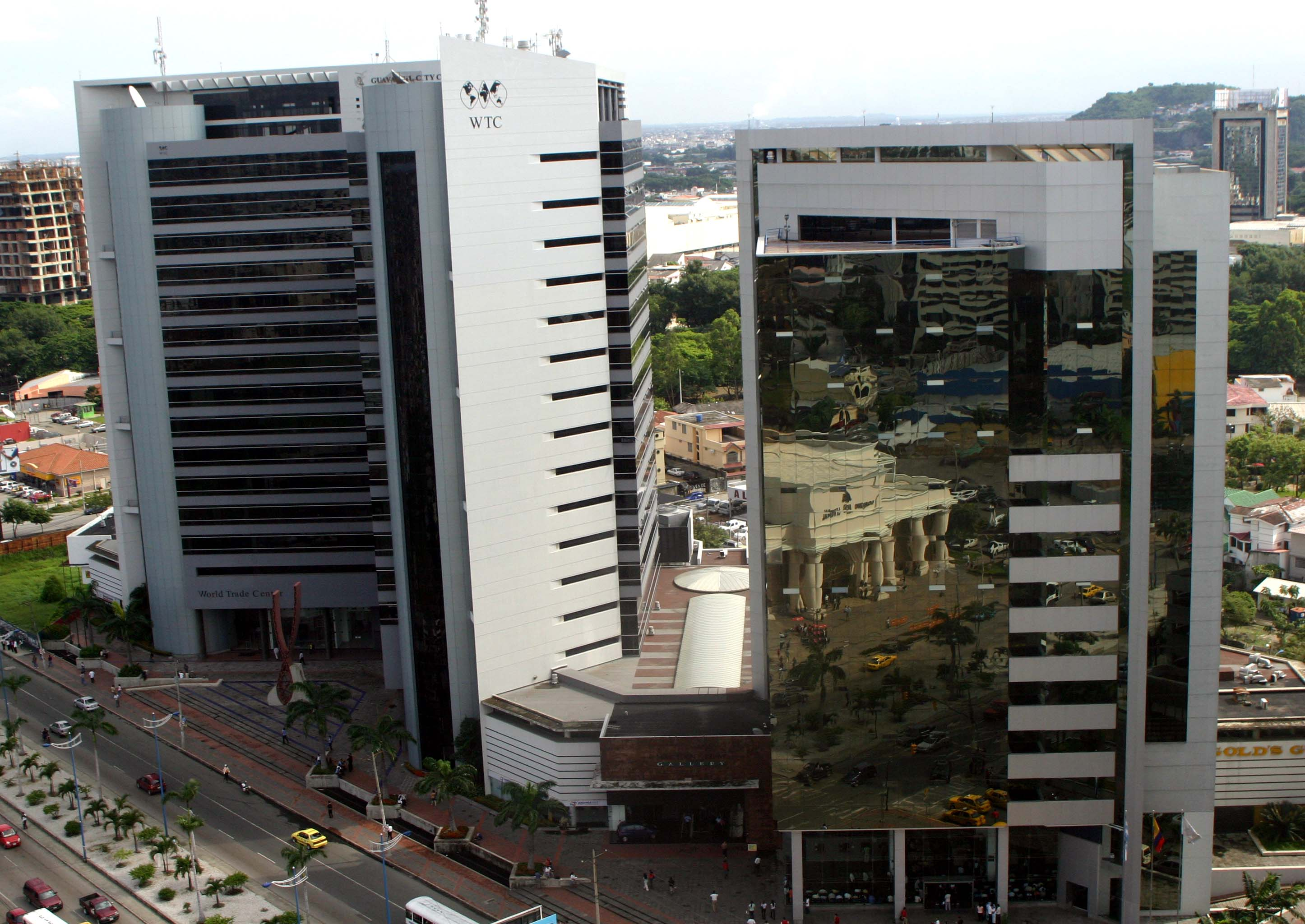
World Trade Center Guayaquil

Guayaquil ist die wichtigste Hafenstadt Ecuadors, seit dem 19. Jahrhundert ist sie Anlaufziel internationaler Frachter, die die Hauptexportgüter des Landes, Bananen, Kakao und Kaffee, heute auch Shrimps (Garnelen) in alle Welt transportieren. Das ecuadorianische Erdöl wird hingegen kaum über Guayaquil exportiert. Früher legten die Schiffe direkt am Hafendamm, dem Malecón, auf Höhe des Stadtzentrums an. Seit 1963 befindet sich ein moderner Hafen etwa zehn Kilometer südlich davon.
Neben dem Im- und Exporthandel ist Guayaquil auch ein bedeutendes Finanzzentrum Ecuadors, das allerdings in den letzten zehn Jahren durch den Zusammenbruch zweier Großbanken gelitten hat. Außerdem beherbergt die Stadt eine der beiden großen Wertpapierbörsen des Landes - die Bolsa de Valores de Guayaquil. Ein wichtiger Industriezweig ist die Fischverarbeitung, insbesondere die Herstellung von Fischmehl und Thunfischkonserven im zum Kanton gehörenden Posorja. Daneben existieren größere Anlagen von Lebensmittel- und Getränkeherstellern und weiteren Industrien für den heimischen Bedarf.
Die längste Brücke Ecuadors, die Brücke der Nationalen Einheit, die offiziell Puente Rafael Mendoza Avilés heißt, spannt sich von Guayaquil über den Guayas bzw. Daule und Babahoyo hin zur auf der anderen Seite gelegenen Stadt Durán. Sie ist insgesamt 2.825 m lang, 1.032 m von Guayaquil bis zur kleinen, den Fluss Daule vom Babahoyo trennenden Halbinsel La Puntilla und 1.793 m von dieser nach Durán. Von Durán führen die bedeutendsten Straßen nach Riobamba und Santo Domingo de los Colorados, die Guayaquil mit der Sierra, den ecuadorianischen Anden, verbinden.
Bis vor einigen Jahren fuhren (seit 1908) vom Bahnhof in Durán auch die täglichen Züge nach Quito ab, die aber derzeit nur noch zu Tourismuszwecken verkehren. Mit dem Amtsantritt von Präsident Rafael Correa wurde die vollständige Sanierung des Schienennetzes in Angriff genommen. Diese wurde 2013 abgeschlossen. Seit 1963 besitzt Guayaquil einen Flughafen, der nach umfassenden Umbauten 2006 als Aeropuerto José Joaquín de Olmedo neu eröffnet wurde, und seit 1984 ein modernes Busterminal, das den alten Bahnhof in seiner Bedeutung verdrängt hat.
Guayaquil ist der Sitz zahlreicher Universitäten, darunter der staatlichen Universidad de Guayaquil, der kirchlichen Universidad Católica Santiago de Guayaquil und verschiedener Hochschulen in privater Trägerschaft, u. a. der Escuela Superior Politécnica del Litoral (ESPOL) und der Universidad Laica Vicente Rocafuerte.

## Kriminalität
Die Kriminalitätsrate und Gewaltbereitschaft im Großraum Guayaquil sind hoch. Gewalttätige Auseinandersetzungen zwischen kriminellen Banden sowie Schießereien zwischen Sicherheitskräften und kriminellen Banden im ganzen Land nehmen stark zu. Gelegentlich werden auch Anschläge durch Drogenbanden und kriminelle Gruppierungen verübt. Im Jahr 2023 wurden in der Stadt Guayaquil und der umliegenden Provinz 3600 Menschen ermordet. Die fünf Häfen von Guayaquil haben sich in den letzten Jahren zum Knotenpunkt des weltweiten Kokainhandel entwickelt, obwohl Ecuador selbst kaum Kokablätter anbaut oder Kokain produziert. Vielmehr ist die Hafenstadt der Durchgangskorridor für Kokain aus Kolumbien, Bolivien und Peru auf dem Wege zu den Abnehmern in Europa und den USA, ein Drittel der von Polizei und Zollbehörden beschlagnahmten Drogen wurde über Ecuador ausgeführt. In den Jahren 2021 bis 2023 wurden in Ecuador 350 Tonnen Kokain sichergestellt, im Januar 2024 wurden im Keller einer Bananenplantage 22 Tonnen sichergestellt. Diese Mengen überlasten die Kapazitäten der Verbrennungsöfen, das Kokain wird mit Chemikalien, Ölresten und Sand zu einem Betongemisch für Bauarbeiten von öffentlichen Gebäuden gemischt. In Hamburg wurden im Juli 2023 zehn Tonnen Kokain, im November 2023 in Antwerpen 7,5 Tonnen Kokain in Kühlcontainer zwischen Bananen aus Ecuador sichergestellt. Im Monat verlassen 8000 ISO-Container Guayaquil und bilden einen „Super-Highway für Kokain nach Europa“. Die Hafengebiete sind von den konkurrierenden Drogenbanden umkämpft, Korruption, Gewalt und Mord sind an der Tagesordnung. Das Verstecken der Drogen in den Containern mit Bananen und Schrimps erfolgt auf dem Transport zum Hafen, in den Sammellagern für die Früchte, dem Hafen oder auf den Containerschiffen. In 95 Prozent der Fälle werden Schiffe auf dem 75 km langen Flussabschnitt des Río Guayas bis zur Pazifikmündung oder auf dem offenen Meer von den Drogenbanden gekapert, nach Wegnahme der Kommunikationsmittel werden die Besatzungen sistiert, um das Kokain in den Containern verstecken können. Die Drogenpakete beinhalten batteriebetriebene Satellitenmelder, um sie in den europäischen Zielhäfen orten zu können. In Europa sind vor allem marokkanisch-stämmige, albanische, serbische und kosovarische Banden und die italienische ’Ndrangheta aktiv, die sich den Drogenhandel in Europa nach Regionen und Geschäftsschwerpunkten aufteilen. Den Transit von Kolumbien aus an die Küste führt Ecuadors größte kriminelle Bande „Los Choneros“ im Auftrag des mexikanischen Sinaloa-Kartells aus. Seit Ende 2020 spaltete sich die Bande in mehrere Untergruppen auf, und Kämpfe um die Vormachtstellung auf den Routen brachen aus. So soll die aus Choneros-Dissidenten gebildete Bande Los Lobos nun Drogen im Auftrag des mexikanischen Kartells Jalisco Nueva Generación transportieren. Die Rivalität zwischen den Banden hat zu immer grausameren Kämpfen in den überfüllten Haftanstalten des Landes geführt, im September 2021 metzelten sich Mitglieder von Los Lobos und Los Choneros im mit 9000 Häftlingen belegten, aber nur für 5000 Gefangene ausgelegten Litoral-Gefängnis von Guayaquil gegenseitig nieder. Am 28. Oktober 2021 verhängte Ecuadors Präsident Guillermo Lasso den Ausnahmezustand in seinem Land und verkündete einen entschlossenen Kampf gegen die Gewalt der Drogenkartelle.
Die Voraussetzungen dieser Entwicklung schreibt die NZZ Rafael Correa zu, der von 2007 bis 2017 Staatspräsident von Ecuador war. Er kündigte den 1999 geschlossenen Vertrag mit den USA, der es erlaubte, am Internationalen Flughafen Manta eine Militärbasis zu nutzen. Der Stützpunkt in Manta war einer der vorgeschobenen Kommandoposten des United States Southern Command und Hauptzentrum des Verteidigungsministeriums der Vereinigten Staaten für satellitengestützte elektronische Spionage und Kontrolle des Drogenhandels in Südamerika. Gleichzeitig traf Correa Vereinbarungen mit Drogenbanden aus Kolumbien und Mexiko, schaffte die Visa-Pflicht für viele Staaten ab und gab europäischen Drogenclans wie der albanischen Mafia die Möglichkeit, sich in Ecuador niederzulassen und ausbreiten zu können.
Am Dienstag, dem 8. Januar 2024, drangen bewaffnete Mitglieder eines Drogenclans während einer Live-Übertragung in die Räumlichkeiten des staatlichen FernsehsendersTC Televisión in Guayaquil ein und nahmen Journalisten und Mitarbeiter als Geiseln. Ein Geiselnehmer sprach in die laufende Kamera: „Wir sind auf Sendung, damit sie wissen, dass man nicht mit der Mafia spielt“. In den Aufnahmen waren Schüsse und Schreie von Menschen zu hören. Spezialeinheiten der Polizei brachten den Fernsehsender später wieder unter Kontrolle, nahmen dreizehn Verdächtige fest und stellten Waffen und Sprengstoff sicher. In ganz Ecuador verübten Mitglieder krimineller Banden Sprengstoffanschläge, setzten Fahrzeuge in Brand und griffen Sicherheitskräfte an. In Guayaquil kamen nach Polizeiangaben bei Kämpfen mindestens acht Menschen ums Leben. Daraufhin erklärte Präsident Daniel Noboa im gesamten Land den Ausnahmezustand für 60 Tage, und dass sich Ecuador in einem internen bewaffneten Konflikt befinde und erklärte 22 kriminelle Gruppen zu terroristischen Organisationen und nicht-staatliche Kriegsparteien. In der Folge kam es zu einer Reihe von Ausschreitungen in Haftanstalten. Die Kämpfe begannen in der Haftanstalt Guayaquil, wo sich die beiden rivalisierenden Banden „Los Choneros“ und „Los Lobos“ gegenüberstanden. Die Auseinandersetzungen griffen schnell auf andere Haftanstalten im ganzen Land über. In der Haftanstalt Latacunga gelang es den Häftlingen, die Kontrolle über das Gefängnis zu übernehmen und zahlreiche Aufseher zu töten. In der Haftanstalt Cuenca gelang Häftlingen die Flucht. Auf dem Wege zu einer Anhörung im Norden der Hafenstadt Guayaquil zur Untersuchung der Geiselnahme wurde am 17. Januar 2024 der Staatsanwalt César Suárez ermordet, mehr als 20 Einschusslöcher wies sein weißer SUV auf. Bis zum Sonntag, dem 25. Februar 2024 wurden von Sicherheitskräften in 126.436 Operationen (mehr als 2.600 pro Tag) 10.134 Personen festgenommen, darunter 268 unter dem Vorwurf des „Terrorismus“, und mehr als 64 Tonnen Drogen beschlagnahmt. Darüber hinaus wurden 3.040 Schusswaffen, fast 20.000 Sprengstoffe, mehr als 214.000 Patronen, 1.353 Patronenmagazine und fast 4.200 Klingenwaffen beschlagnahmt. Bei den Maßnahmen wurden neun als Terroristen identifizierte Personen und drei Polizeiangehörige getötet. Die Beamten haben außerdem 979 Fahrzeuge, 1.147 Motorräder und 28 Boote, darunter ein Halbtaucherboot für den Drogentransport, sowie rund 253.000 Dollar in bar von Kriminellen beschlagnahmt. Von den fast 90 aus den Gefängnissen geflohenen Gefangenen wurden 34 wieder gefasst.
Ein deutlicher Anstieg teils gewalttätiger Kleinkriminalität und Taschendiebstählen ist im ganzen Land zu beobachten, insbesondere in Guayaquíl und Umgebung ist das Überfallrisiko erhöht. 2023 stieg auch die Mordrate im Vergleich zum Vorjahr um 70 %. Im selben Jahr wurden in der Stadt rund 9000 Überfälle gemeldet, hinzu kamen rund 6000 versuchte Raubüberfälle. 60 % der Raubüberfälle auf den Straßen werden von Motochorros begangen, die im Oktober 2022 sogar vor laufender Kamera eine Fernsehreporterin überfielen. An touristischen Schwerpunkten und insbesondere in Bussen und Busstationen kommt es in erheblichem und weiter steigendem Umfang zu Diebstählen, Raubüberfällen und Sexualdelikten. Die Täter wenden dabei verschiedenste Tricks an wie z. B. Ablenkungsmanöver, „Bußgeld“-Erpressung unter Verwendung falscher Uniformen, Raub oder Vergewaltigung nach Verabreichung bewusstseinsmindernder Drogen (auch in Form von Pulver in Speisen, Getränken oder auf Prospekten) sowie Überfälle durch Taxifahrer in nicht registrierten Taxis, die aktiv potentielle Kundschaft ansprechen.

## Sehenswürdigkeiten

### Malecón 2000, Cerro Santa Ana, Las Peñas

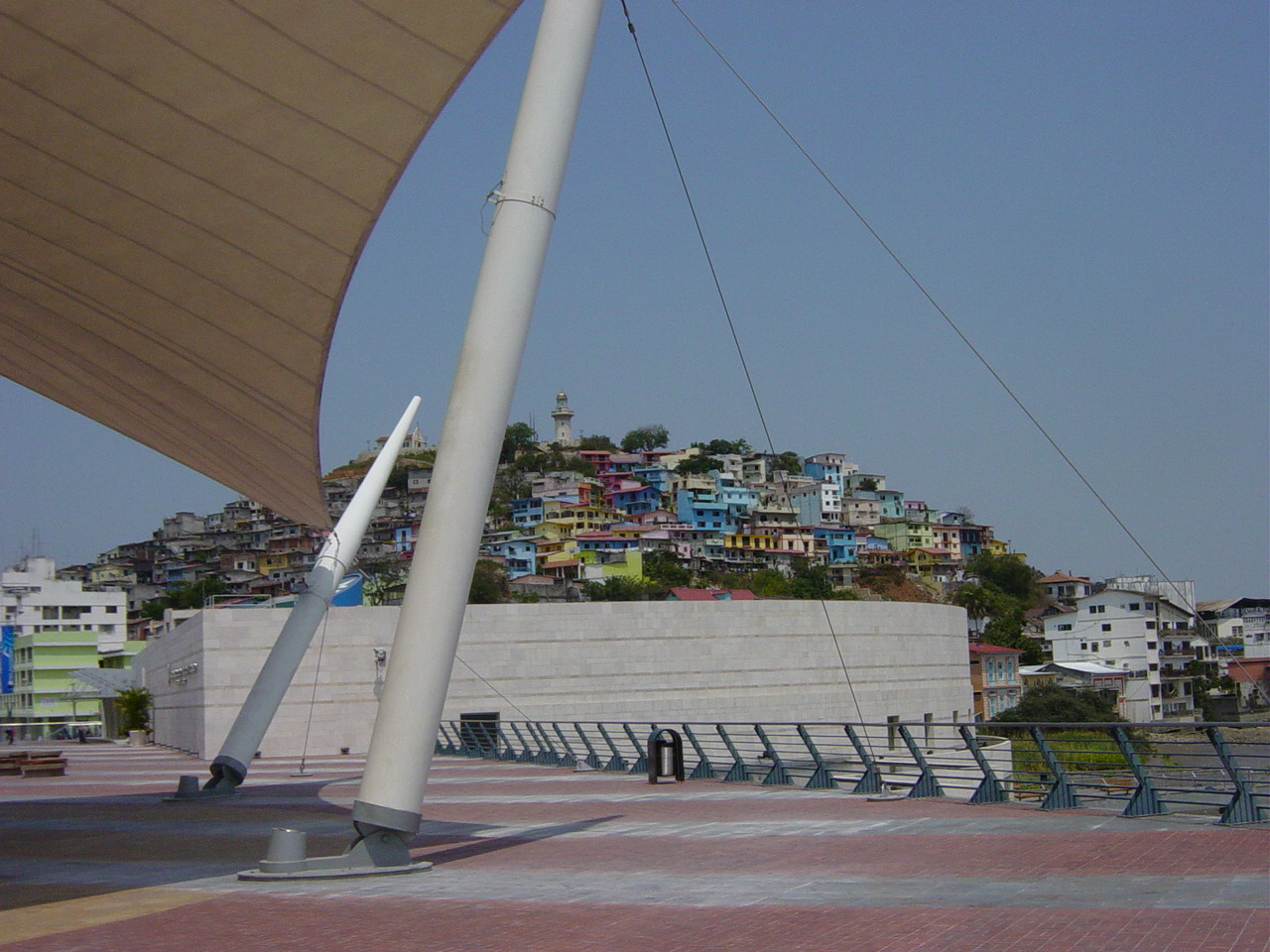
Der Cerro Santa Ana, vom Malecón 2000 aus gesehen. Im Vordergrund: das MAAC

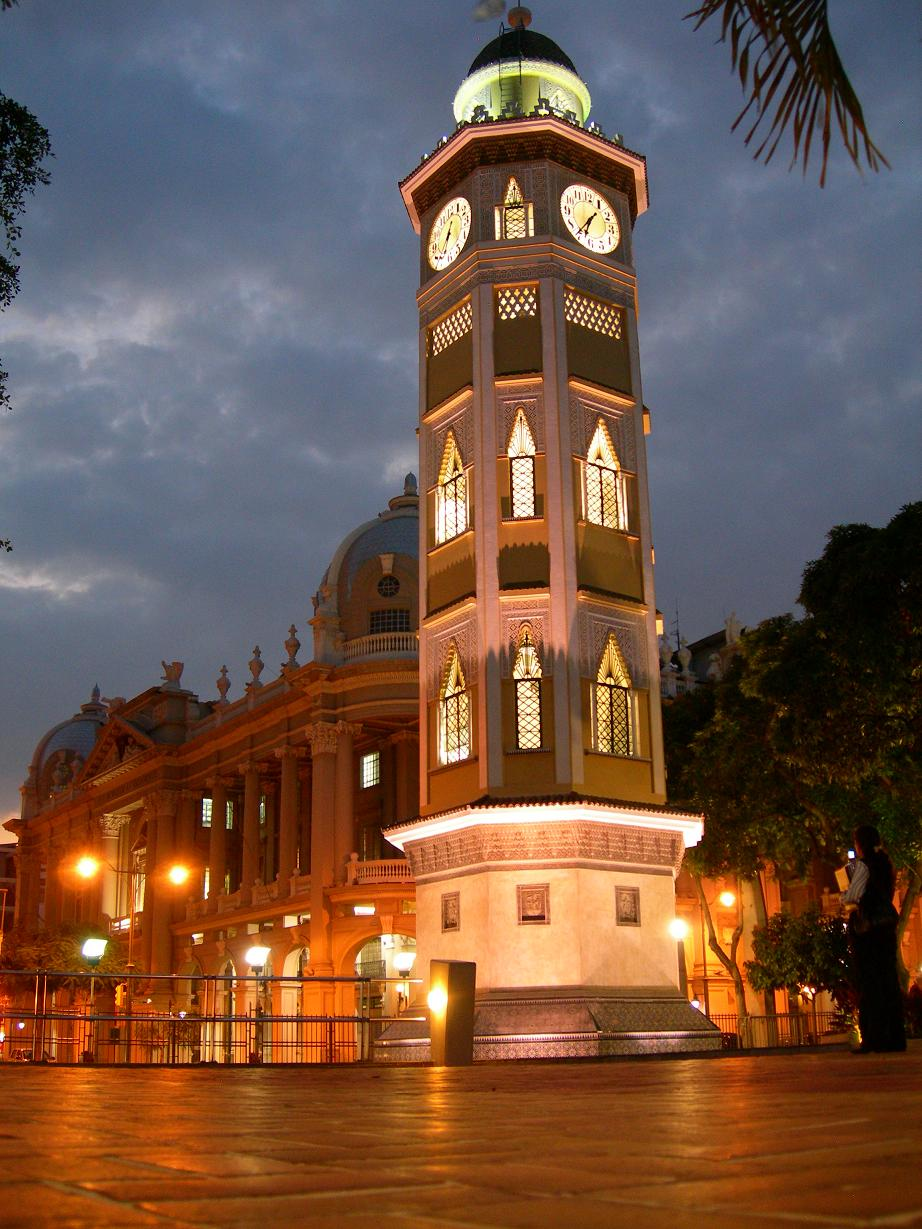
Pseudo-Maurischer Uhrenturm auf dem Malecón

Der zumindest einigen zugängliche Reichtum der Stadt hat in den letzten Jahren zu Ausbau und Remodellierung von Teilen des Zentrums zu einem Ensemble aus restaurierten Kolonial- und Republikbauten des 19. Jahrhunderts und moderner Architektur geführt. Seit 1998 unternimmt die vom damaligen Bürgermeister León Febres Cordero gegründete und von dessen Nachfolger Jaime Nebot weitergeführte Stiftung Fundación Malecón 2000 die Rehabilitation des historischen Stadtkerns von Guayaquil. Insbesondere der ehemalige Hafendamm, der zur Uferpromenade Malecón 2000 ausgebaut wurde, und die angrenzende Hügelkuppe Cerro Santa Ana wurden durch umfangreiche Bau- und Renovierungsmaßnahmen zu attraktiven Erholungs- und Flanierzonen umgestaltet, die nationale und internationale Touristen anziehen. Am Fuß des Cerro Santa Ana liegt das ebenfalls restaurierte, mit seinen Holzbauten koloniales Ambiente bewahrende Barrio Las Peñas, in dem die Stadt ihren historischen Ursprung hat.

### Museen

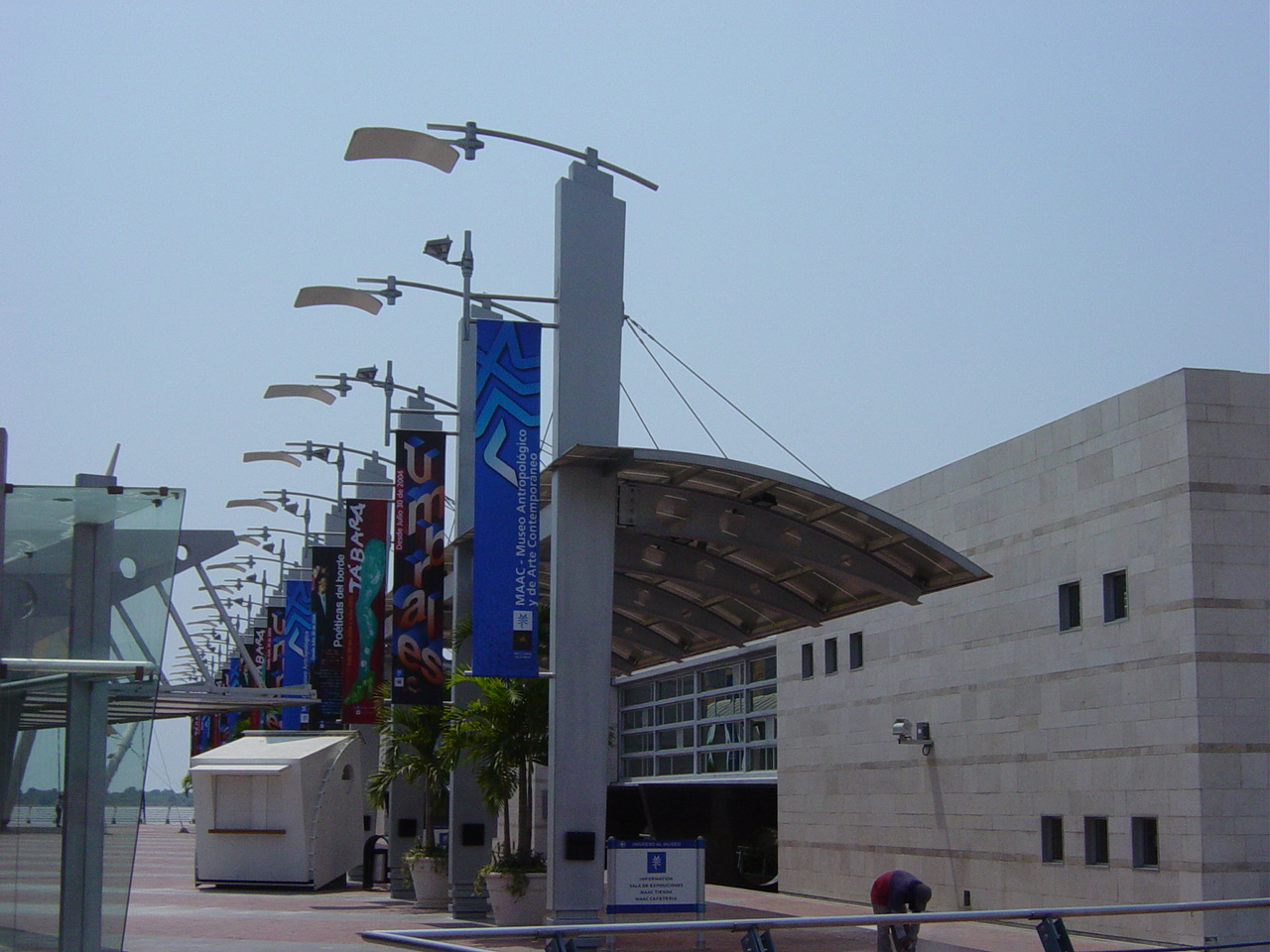
Museo Antropológico y de Arte Contemporáneo (MAAC)

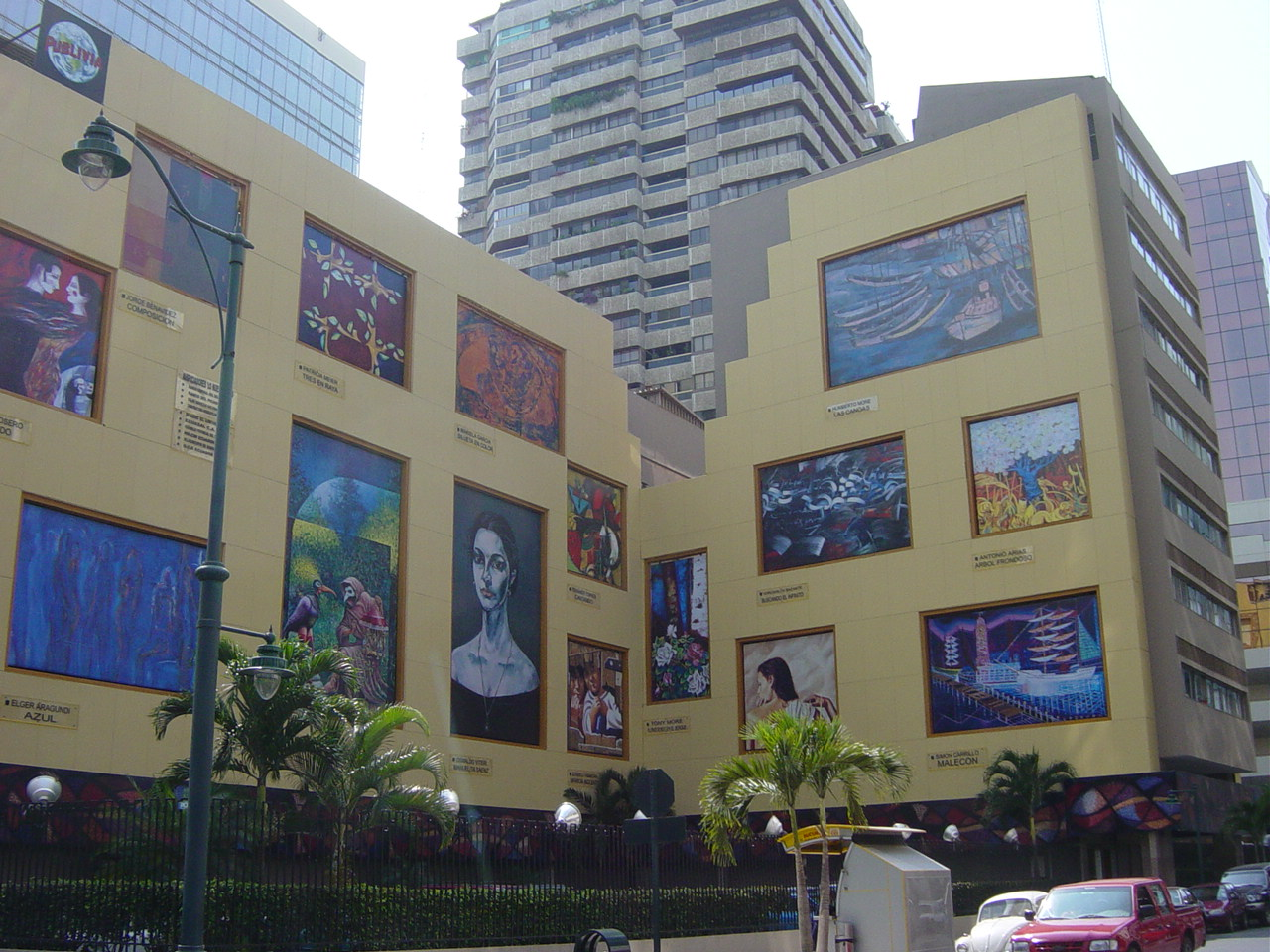
Stadtzentrum von Guayaquil mit den Gemäldewänden Las Pinturas

Am Malecón 2000 in der Nähe des Barrio Las Peñas liegt das MAAC – Museo Antropológico y de Arte Contemporáneo, ein von der ecuadorianischen Zentralbank geführtes Museum für Anthropologie und moderne Kunst. Neben Teilen der sehr umfangreichen Sammlung präkolumbischer Kunst der Zentralbank, werden hier in wechselnden Ausstellungen Werke zeitgenössischer ecuadorianischer Künstler wie Enrique Tábara, Manuel Rendón Seminario oder Félix Arauz gezeigt. Daneben beherbergt das MAAC ein Kino, das als Programmkino geführt und auch für Theateraufführungen und Konzerte genutzt wird.
Ein modernes Museum, das Museo Nahim Isaías, auf der Rückseite der Stadtverwaltung in der Nähe des Malecón 2000 gelegen, bietet wechselnde Kunstausstellungen sowie eine Dauersammlung von vor allem präkolumbischen Objekten und Sakralkunst aus der Kolonialzeit. Das Stadtmuseum von Guayaquil (Museo Municipal de Guayaquil) im Gebäude der Stadtbibliothek präsentiert neben wechselnden Ausstellungen (u. a. den Gewinnern des Kunstpreises des Salón de Julio) die Geschichte der Stadt.
Einen Einblick in das kulturelle und Naturerbe Guayaquils gibt der 2003 eröffnete Parque Histórico in Samborondón am Guayaquil gegenüber liegenden Ufer des Daule. Er verbindet auf einer Fläche von 8 Hektar einen jungen Mangrovenwald mit ökologischem Zoo (mit einheimischen Tieren wie dem Tapir, dem Ozelot und vielen Vögeln), einen landwirtschaftlichen Betrieb des 19. Jahrhunderts mit Kakaopflanzung und ein Ensemble rekonstruierter Gebäude des Guayaquil um 1900, den „Malecón 1900“.

### Sport und Freizeiteinrichtungen
Guayaquil verfügt über mehrere Fußballstadien, die zum Teil auch für andere Sportveranstaltungen genutzt werden können:
- Estadio Monumental Isidro Romero Carbo, Heimat des Vereins Barcelona SC Guayaquil
- Estadio George Capwell, Heimat des Vereins CS Emelec
- Estadio Modelo Alberto Spencer Herrera, Multifunktionsstadion; derzeitige Spielstätte u. a. des FC Rocafuerte
- Estadio Alejandro Ponce Noboa de Fertisa, Heimat von 9 de Octubre und CD Paladín

und eine Galopprennbahn, El Buijo, in Samborondón. Am ersten Sonntag im Oktober findet der Guayaquil-Marathon statt. Der Parque Samanes ist mit 851 Hektarn der drittgrößte Park Südamerikas und hat neben zahlreichen Fußball-, Tennis-, Basket- und Volleyballfeldern verschiedene Lauf- und Fahrrad- oder Rollschustrecken, mehrere Teiche, von denen einer mit Booten befahren werden kann, ein Amphitheater für Konzerte und ein Waldreservat mit Seilrutschen, Kletterwand und Fahrrad- und Wanderwegen.
Vom 29. Juli bis zum 8. August 1982 wurden in Guayaquil die 4. Schwimmweltmeisterschaften vom Schwimmweltverband FINA veranstaltet.
Seit 2005 findet in Guayaquil jährlich das Tennisturnier Challenger Ciudad de Guayaquil statt, das im Rahmen der ATP Challenger Tour ausgetragen wird.

### Naturschutz- und Erholungsgebiete

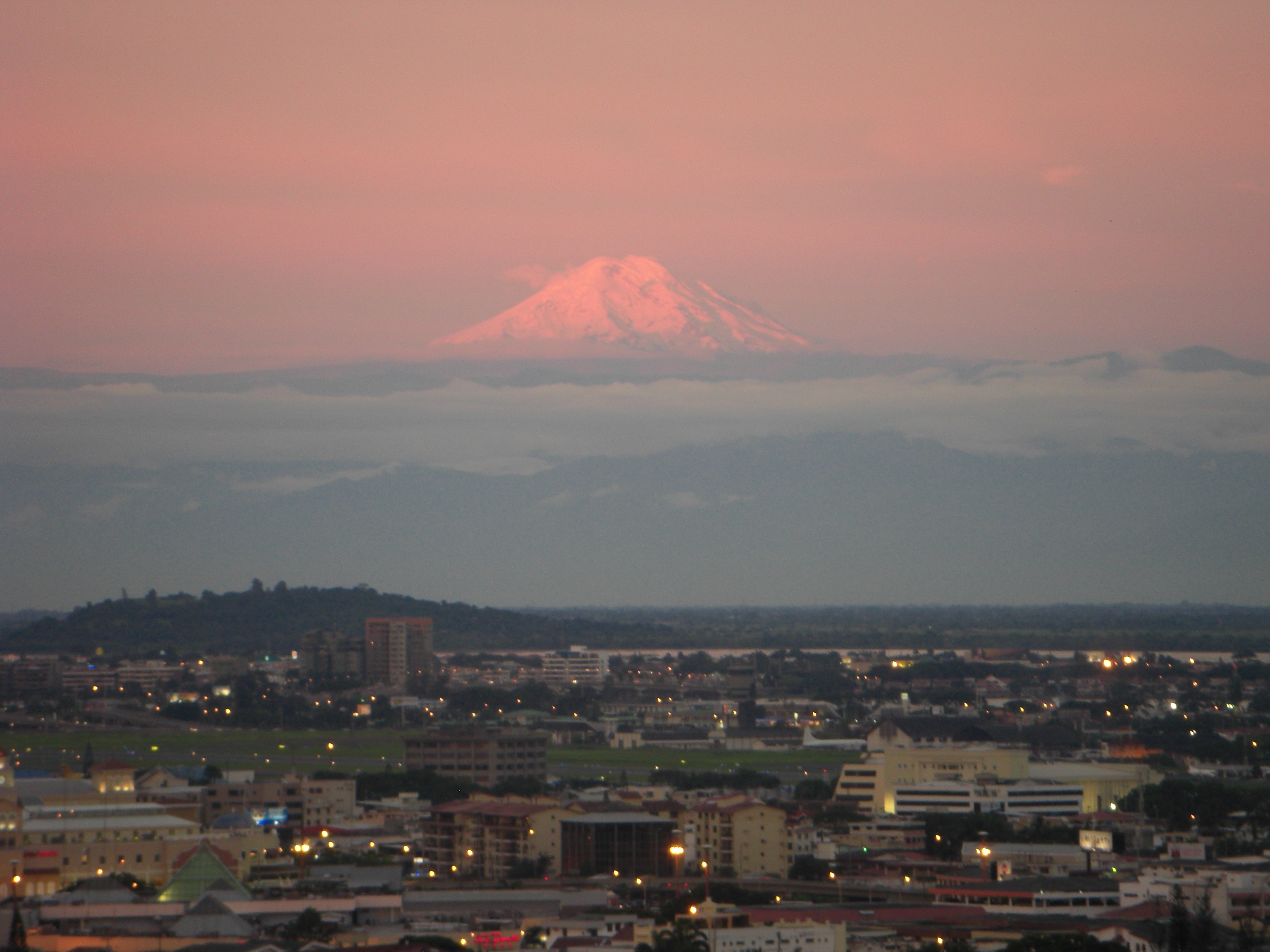
Blick auf den 150 km entfernten Chimborazo

Im Westen Guayaquils, am Rande der Parroquia Chongón (Vía a la Costa, km 25), liegt der Parque El Lago um einen 2,6 km² großen Stausee. Der Park hat eine Fläche von 406 km² und schließt ein Waldschutzgebiet (tropischer Trockenwald) und die Täler der Flüsse Chongón und Bedén ein. Der Park ist Heimat einer Vielzahl tropischer Pflanzen- und Tierarten (u. a. Vögel). Der Stausee dient dazu, Wasser des Flusses Daule zu sammeln, um es zur Bewässerung auf der angrenzenden Halbinsel Santa Elena zu verwenden. In ihm ist Angeln möglich, insbesondere Buntbarsche (Tilapia) finden sich dort. Ferner sind Wassersport (Rudern, Kanufahren), Radfahren und Camping (sollte nur in bewachten Gegenden stattfinden) beliebte Aktivitäten der Besucher.
Ebenfalls im Westen Guayaquils, etwas näher am Zentrum (Vía a la Costa, km 16), liegt das Waldschutzgebiet Cerro Blanco, in dem sich verschiedene ausgewiesene Naturwanderpfade befinden. Dieses 6078 Hektar große Naturschutzgebiet bietet mehr als 220 verschiedenen Vogelarten und mehr als 50 verschiedenen Säugetieren eine Heimat. Weitere Waldreservate befinden sich im Stadtzentrum bei Cerro Paraíso, Cerro Colorado mit dem botanischen Garten, im Park Samanes, Palo Santo, oder am Stadtrand Bosqueira, Prosperina und Papagayo.
In der Nähe (Vía a la Costa, 17 km) befindet sich das Naturschutzgebiet Puerto Hondo mit vier Mangrovensümpfen, die auf einer geführten Kanutour besucht werden können. Darüber hinaus gibt es eine kleine Uferpromenade und Baden ist möglich.
In der Stadt gibt es einen Botanischen Garten, in dem sich auch Tiergehege befinden.

### Örtliche Feiertage
Der 25. Juli und der 9. Oktober sind offizielle Feiertage in Guayaquil, die mit Paraden und anderen Festakten begangen werden.

## Administrative Gliederung

### Stadt Guayaquil

Parroquias urbanas

Die Stadt Guayaquil ist auf einer Fläche von 1.801 km² in folgende Kirchspiele (Parroquias) gegliedert:
- Ayacucho (benannt nach der Schlacht bei Ayacucho im Unabhängigkeitskrieg der südamerikanischen Kolonien, 1824)
- Bolívar (benannt nach dem Libertador Simón Bolívar)
- Chongón (benannt nach der Hügelkette Cordillera Chongón Colonche)
- Febres Cordero (benannt nach León de Febres Cordero, einem Befreiungskämpfer und Stammherr einer der einflussreichsten Familien Ecuadors)
- García Moreno (benannt nach Präsident Gabriel García Moreno)
- Letamendi (Miguel de Letamendi, Unabhängigkeitskämpfer)
- Nueve de Octubre (benannt nach dem 9. Oktober, dem Tag der Unabhängigkeit Guayaquils im Jahre 1820)
- Olmedo (benannt nach dem Politiker und ersten Präsidenten der Freien Provinz Guayaquil, José Joaquín de Olmedo)
- Pascuales, benannt nach dem Patron der örtlichen Kirche, dem Hl. Paschalis Baylon
- Pedro Carbo (Concepción) (benannt nach Pedro Carbo, einem Politiker)
- Roca (benannt nach Francisco María Roca, einem Unabhängigkeitskämpfer)
- Rocafuerte (benannt nach dem Ex-Präsidenten Vicente Rocafuerte)
- Sucre (benannt nach dem Unabhängigkeitskämpfer Antonio José de Sucre)
- Tarqui (benannt nach der Schlacht am Fluss Tarqui, in der eine peruanische Invasion zurückgeschlagen wurde)
- Urdaneta (benannt nach Luis Urdaneta, Unabhängigkeitskämpfer)
- Ximena (benannt nach Rafael Ximena, Unabhängigkeitskämpfer)

### Kanton Guayaquil
Der Kanton Guayaquil umfasst auf einer Fläche von 6.212 km² neben den oben aufgeführten städtischen Kirchspielen noch die ländlichen Kirchspiele Juan Gómez Rendón (Progreso) im Westen der Stadt, Posorja und El Morro im Südosten und Tenguel und Puná im Süden. Das Kirchspiel Puná umfasst die Isla de Puná, die größte Insel im Golf von Guayaquil des Pazifik.

## Städtepartnerschaften
- Mit Houston, Texas, USA pflegt Guayaquil Beziehungen im Rahmen einer Städtepartnerschaft.[13]
- Eine Städtefreundschaft besteht mit der italienischen Stadt Genua.[14]

## Söhne und Töchter der Stadt
- Francisco Xavier de Garaycoa (1775–1859), römisch-katholischer Bischof
- José Joaquín de Olmedo (1780–1847), Politiker, Dichter
- Vicente Rocafuerte (1783–1847), Politiker, zweiter Staatspräsident Ecuadors (1834–39)
- Gabriel García Moreno (1821–1875), prägender ecuadorianischer Politiker im 19. Jahrhundert
- Alfredo Baquerizo Moreno (1859–1951), Politiker und Diplomat, Staatspräsident
- María Capovilla (1889–2006), ab 2004 ältester lebender Mensch
- Frederick Ashton (1904–1988), Ballett-Tänzer und Choreograph
- Alfredo Pareja Diezcanseco (1908–1993), Schriftsteller und Diplomat
- Jorge Henriques (1921–1999), Fußballspieler und -trainer
- Pancho Segura (1921–2017), Tennisspieler
- Yela Loffredo (1924–2020), Bildhauerin
- Enrique Cantos (1925–1996), Fußballspieler
- Enrique Tábara (* 1930), Maler
- León Febres Cordero (1931–2008), Unternehmer und Politiker (Präsident Ecuadors 1984–88, Bürgermeister von Guayaquil 1992–2000)
- Hugolino Cerasuolo Stacey (1932–2019), Ordensgeistlicher und römisch-katholischer Bischof von Loja
- Julio Jaramillo (1935–1978), Musiker des Pasillo
- Gustavo Noboa (1937–2021), Hochschullehrer und Politiker, Präsident Ecuadors 2000–2003
- Alfredo Palacio (1939–2025), Kardiologe, von 20. April 2005 bis 15. Januar 2007 Präsident von Ecuador
- Jaime Roldós (1940–1981), Rechtsanwalt, Hochschullehrer und Politiker (Staatspräsident 1979–81)
- Álvaro Noboa (* 1950), Politiker und Unternehmer
- Benjamin Urrutia (* 1950), Dichter und Schriftsteller
- Abdalá Bucaram (* 1952), ehemaliger Bürgermeister und Staatspräsident (1996/97)
- Milton Vicente Rodríguez (* 1954), Fußballspieler
- Alfredo Espinoza Mateus SDB (* 1958), Erzbischof von Quito
- Andrés Gómez (* 1960), Tennisspieler
- Mike Judge (* 1962), Produzent und Synchronsprecher (Beavis and Butt-Head)
- Rafael Correa (* 1963), 2007–2017 Präsident von Ecuador
- Gerardo Mejía (* 1965), Schauspieler, Sänger und Pastor
- Marlon Ayoví (* 1971), Fußballspieler
- Debbie Mucarsel-Powell (* 1971), US-amerikanische Politikerin
- Cecilia Paredes Verduga (* 1971), Ingenieurin und Hochschullehrerin
- Ana Cecilia Blum (* 1972), Autorin und Journalistin
- Marcela Aguiñaga (* 1973), Politikerin
- Klaus Jungbluth Rodríguez (* 1979), Skilangläufer
- Edwin Villafuerte (* 1979), Fußballtorhüter
- Giovanni Lapentti (* 1983), Tennisspieler
- Christian Noboa (* 1985), Fußballspieler
- Michael Arroyo (* 1987), Fußballspieler
- Daniel Noboa (* 1987), Politiker und Unternehmer
- Felipe Caicedo (* 1988), Fußballspieler
- Emilio Gómez (* 1991), Tennisspieler
- Carlos Andrés Mina (* 1992), Amateurboxer
- Roberto Quiroz (* 1992), Tennisspieler
- Diego Hidalgo (* 1993), Tennisspieler
- Xavier Arreaga (* 1994), Fußballspieler
- José Francisco Cevallos Enríquez (* 1995), Fußballspieler
- Michael Estrada (* 1996), Fußballspieler
- Andrés Andrade (* 1998), Tennisspieler
- Maribel Caicedo (* 1998), Hürdenläuferin
- Washington Corozo (* 1998), Fußballspieler
- Camila Romero (* 1998), Tennisspielerin
- Erick Ferigra (* 1999), ecuadorianisch-spanischer Fußballspieler
- Diego Palacios (* 1999), Fußballspieler
- Nicole Caicedo (* 2000), Sprinterin
- Leonardo Campana (* 2000), Fußballspieler
- Moisés Ramírez (* 2000), Fußballspieler
- Aimara Nazareno (* 2001), Sprinterin
- Álvaro Guillén Meza (* 2003), Tennisspieler

### Zeitungen
- El Universo, die größte Tageszeitung in Guayaquil
- El Telégrafo, weitere Tageszeitung in Guayaquil

### Universitäten
- Website der Universidad de Guayaquil
- Website der Universidad Católica de Santiago de Guayaquil
- Website der Escuela Superior Politécnica del Litoral